# Le Pradet
Le Pradet är en kommun i departementet Var i regionen Provence-Alpes-Côte d'Azur i sydöstra Frankrike. Kommunen ligger i kantonen La Garde som tillhör arrondissementet Toulon. År 2022 hade Le Pradet 10 582 invånare.

## Befolkningsutveckling
Antalet invånare i kommunen Le Pradet
| Referens: INSEE |